# Santa Fe del Penedès
Santa Fe del Penedès är en kommun i Spanien. Den ligger i provinsen Província de Barcelona och regionen Katalonien, i den östra delen av landet, 500 km öster om huvudstaden Madrid. Antalet invånare är 384. Arean är 3,4 kvadratkilometer. Santa Fe del Penedès gränsar till El Pla del Penedès, Subirats, Avinyonet del Penedès, La Granada och Font-rubí.
Terrängen i Santa Fe del Penedès är platt.